# MeToo

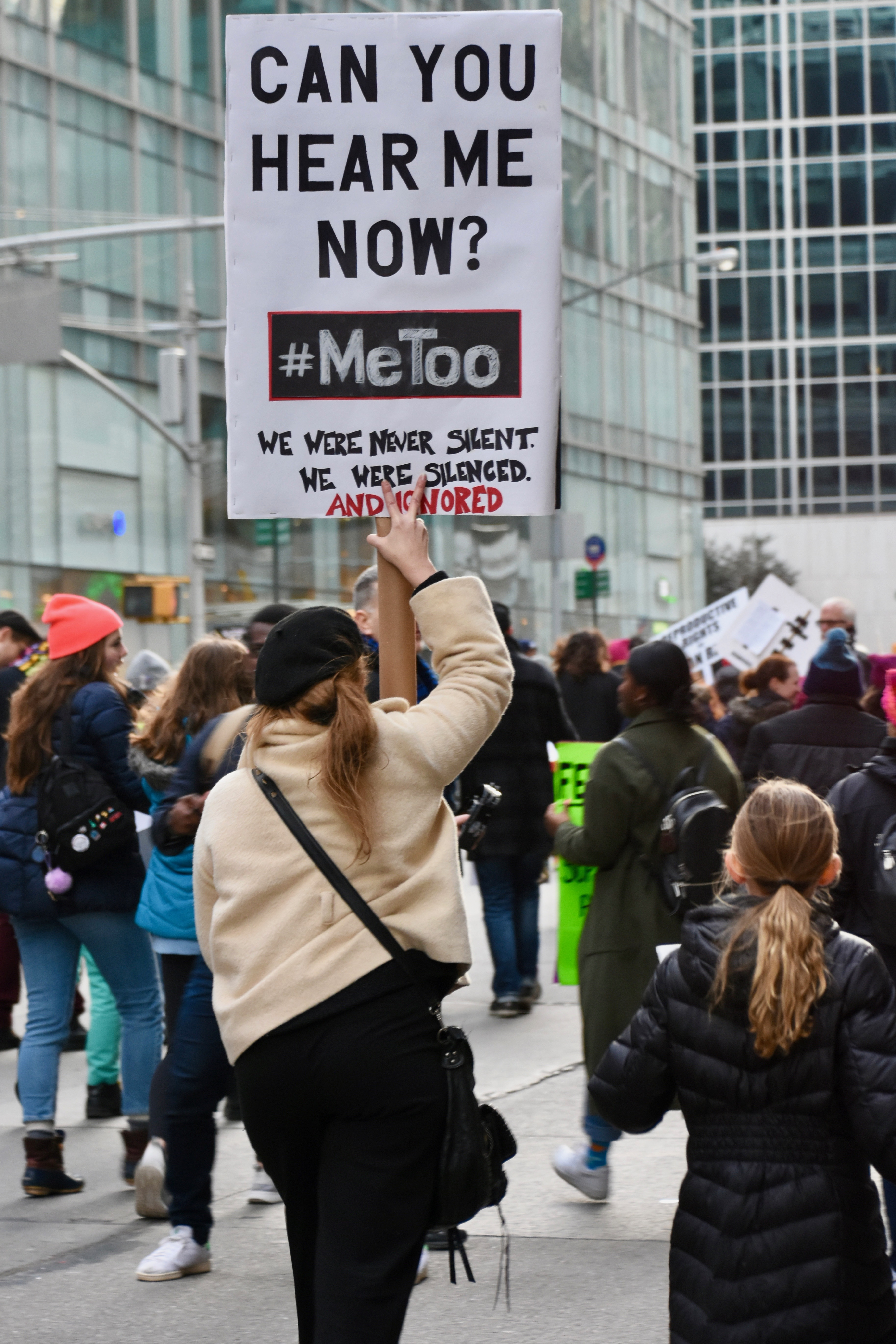
Protest in New York City, 2018

#MeToo (auch #MeToo-Bewegung) ist eine soziale Bewegung, die auf einen Hashtag (#) zurückgeht, das seit Mitte Oktober 2017 im Zuge des Weinstein-Skandals Verbreitung in den sozialen Netzwerken erfährt. Die Phrase „Me too“ (Englisch für „ich auch“) geht auf die Aktivistin Tarana Burke zurück und wurde als Hashtag durch die Schauspielerin Alyssa Milano populär, die betroffene Frauen ermutigte, mit Tweets auf das Ausmaß sexueller Belästigung und sexueller Übergriffe aufmerksam zu machen. Seitdem wurde das Hashtag millionenfach genutzt und weltweit eine breite gesellschaftliche Debatte angestoßen.

## Hintergrund

### Herkunft

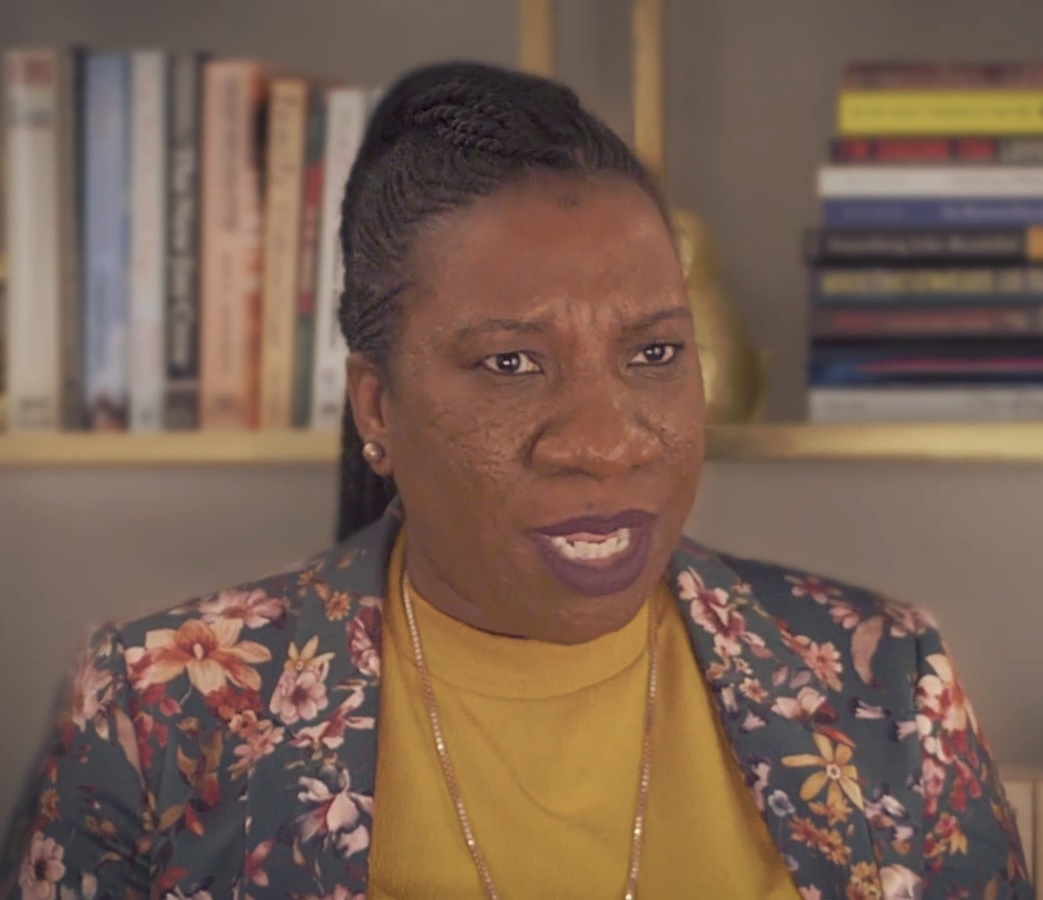
Tarana Burke (2018)

Die Phrase „Me too“ wurde 2006 von der Aktivistin Tarana Burke in dem sozialen Netzwerk Myspace verwendet, und zwar im Rahmen einer Kampagne, deren Ziel es war, Bestärkung durch Empathie unter afroamerikanischen Frauen zu fördern, die Erfahrungen mit sexuellem Missbrauch gemacht hatten. Burke, die 2017 an einem Dokumentarfilm mit dem Titel Me Too arbeitete, sagte, dass sie durch die Geschichte eines 13-jährigen Mädchens angeregt worden sei, die Phrase zu verwenden. Das Mädchen habe schon in diesem Alter Erfahrungen mit Missbrauch gemacht.

### Aufruf

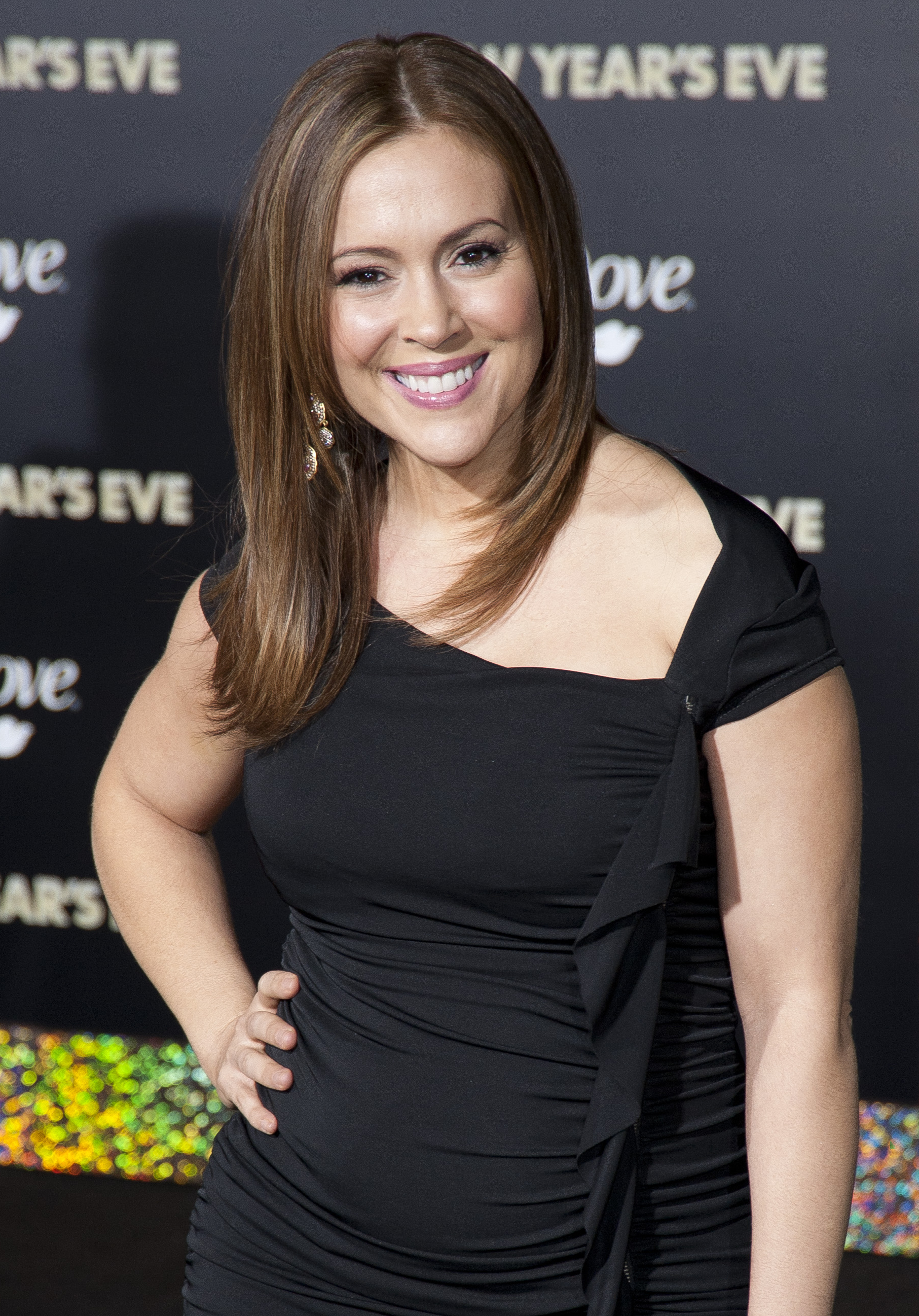
Nach den Enthüllungen des Weinstein-Skandals im Jahr 2017 ermutigte Alyssa Milano betroffene Frauen, sich zu Wort zu melden

Im Oktober 2017 wurde der Weinstein-Skandal publik, bei dem mehrere Frauen den Filmproduzenten Harvey Weinstein der sexuellen Belästigung, Nötigung oder der Vergewaltigung beschuldigten; unter ihnen auch Rose McGowan. Alyssa Milano ist eine Freundin sowohl von McGowan als auch von Harvey Weinsteins damaliger Ehefrau Georgina Chapman. McGowan kritisierte öffentlich Milanos Freundschaft zu Chapman.
Mehrere Jahre arbeiteten Milano und Chapman zusammen als Jurymitglieder der Castingshow Project Runway All Stars; einem Ableger von Project Runway, koproduziert von The Weinstein Company. In der Berichterstattung zum Weinstein-Skandal wurde Project Runway als „Pipeline zu Harvey Weinstein, um an Models ranzukommen“ bezeichnet.
Milano ist mit Dave Bugliari verheiratet, der als Künstleragent bei Creative Artists Agency arbeitet. Recherchen der New York Times ergaben, dass mindestens acht Agenten der Creative Artists Agency über Weinstein Bescheid gewusst haben, aber Teil von „Weinsteins Schweigekartell“ gewesen seien.
In Reaktion auf den Weinstein-Skandal rief Milano am 15. Oktober 2017 Frauen auf, mit der Phrase „Me too“ auf das Ausmaß des Problems aufmerksam zu machen, und schrieb hierzu auf dem Mikrobloggingdienst Twitter: „Wenn du sexuell belästigt oder angegriffen wurdest, schreibe „Me too“ als Antwort auf diesen Tweet“. Der Vorschlag zu dem Aufruf kam von Charles Clymer, einem Freund Milanos. Dieser hatte ihr einen Screenshot zugeschickt, den Milano in ihrem Tweet verwendete.
In den Antworten trendete #MeToo als Hashtag und verbreitete sich in den sozialen Netzwerken viral. Milano informierte mit einem weiteren Tweet darüber, dass sie gerade auf Burkes frühere Verwendung der Phrase aufmerksam geworden sei, und bezeichnete die Hintergrundgeschichte von Tarana Burke als „in gleichem Maße herzzerreißend wie inspirierend“.

## Reichweite
An dem Tag, als Milano mit ihrem Tweet den Aufruf startete, wurde das Hashtag mehr als 200.000 Mal auf Twitter verwendet; am Folgetag waren es bereits über eine halbe Million Tweets. Auf Facebook verwendeten innerhalb der ersten 24 Stunden 4,7 Millionen Benutzer in über zwölf Millionen Postings dieses Hashtag. Die Plattform berichtete, dass 45 Prozent ihrer Benutzer in den Vereinigten Staaten Freunde hätten, die dieses Hashtag verwendet haben. Mehr als zehntausend Personen antworteten auf Milanos Ursprungs-Tweet, darunter auch einige Prominente aus der Unterhaltungsbranche.
Einige männliche Kollegen der Unterhaltungsbranche, darunter die Schauspieler Terry Crews und James Van Der Beek, schilderten unter dem Hashtag eigene Erfahrungen mit Belästigung und Missbrauch, während andere ihr früheres Verhalten gegenüber Frauen unter dem Hashtag #HowIWillChange (deutsch wie ich mich ändern werde) bestätigten. Elizabeth Blank prägte später das Hashtag #HimThough (Englisch für „er jedoch“).
#MeToo war gemäß einer Auswertung des Mikrobloggingdienstes Twitter der zweitmeistgenutzte Debattenhashtag des Jahres 2018.
#MeToo trendete in mindestens 85 Ländern, darunter in Indien, Pakistan und im Vereinigten Königreich. In manchen nicht-englischsprachigen Staaten wurden alternative Varianten des Hashtags verwendet, wie in Frankreich, Italien, Israel, Spanien, Vietnam, dem französischsprachigen Teil Kanadas und in der Volksrepublik China.

### Alternativ verwendete Hashtags
- Arabisch: أنا_كمان# („ich auch“)
- Baskenland: #NiEre („ich auch“)
- Kanada, französischsprachige Regionen: #MoiAussi („ich auch“)
- Katalonien: #JoTambé („ich auch“)
- Volksrepublik China: #我也是 („ich auch“)
- Finnland: #memyös („uns auch“)
- Frankreich: #balanceTonPorc („verpfeif’ dein Schwein“)
- Galicien: #EuTamén („ich auch“)
- Italien: #QuellaVoltaChe („jene Zeit damals“)
- Iran: #من_هم_همینطور („ich auch“)
- Israel: גםאנחנו# („uns auch“)
- Japan: #私も und #WatashiMo („ich auch“)
- Nordmazedonien: #СегаКажувам („ich spreche es jetzt aus“)
- Norwegen: #stilleforopptak („Ruhe Bitte! Aufnahme!“)
- Russland: #Ятоже („ich auch“)
- Südkorea: #나도 („ich auch“)
- Spanien: #YoTambién („ich auch“), seit Ende April 2018 auch #CuéntaLo („erzähl es“)[30]
- Tunesien: #EnaZeda[31]
- Vietnam: #TôiCũngVậy („ich auch“)
- Englisch: #SpeakingOut

## Weitere Anschuldigungen und Diskussionen
Nachdem die Vorwürfe gegen Harvey Weinstein bekannt geworden waren, nutzten zahlreiche Personen mit und ohne Hashtag #MeToo die Gelegenheit, um ihre Erfahrungen mit unangemessenen Verhalten sexueller Natur – Belästigung und Gewalt einbezogen – sowie Diskriminierung aufgrund des Geschlechts zu teilen. Dabei wurden Beschuldigungen von acht Frauen bekannt, dass George H. W. Bush, ehemaliger US-Präsident, sie bei Treffen begrabscht habe. Michael Fallon, Mitglied des britischen Parlaments und Verteidigungsminister des Vereinigten Königreiches trat im November 2017 zurück, weil durch Dritte bekannt wurde, dass er 2002 einer Journalistin am Rande eines Parteitages wiederholt seine Hand auf ihr Knie gelegt hatte. Fallon bestätigte den Vorwurf und erklärte, sich direkt nach dem Vorfall entschuldigt zu haben. Die betroffene Journalistin selbst bestritt, dass es ein sexueller Missbrauch oder ein Machtmissbrauch gewesen sei, nannte die ganze Aufregung eine „Hexenjagd in Westminster“ und äußerte die Vermutung, Fallon sei in Wirklichkeit aus anderen Gründen zurückgetreten. Zwei Tage später wurde bekannt, dass sich Fallons Kabinettskollegin Andrea Leadsom kurz vor seinem Rücktritt bei Premierministerin Theresa May über ihn beschwert hatte, nachdem er Leadsom gegenüber anzügliche Bemerkungen gemacht hatte.
Der walisische Minister Carl Sargeant beging wenige Tage nach der Suspendierung wegen angeblichem sexuellen Missbrauchs am 7. November 2017 Suizid. Im Oktober 2017 warfen 310 Frauen dem US-amerikanischen Drehbuchautor und Filmregisseur James Toback sexuelle Belästigung vor. Er soll vor jungen Frauen masturbiert oder sie vergewaltigt haben. Toback bestritt die Vorwürfe und äußerte sich unflätig über diese Frauen bei Breitbart News Network.
Der Schauspieler Anthony Rapp sagte Ende Oktober 2017, er sei 1986 im Alter von 14 Jahren auf einer Party von dem damals 26-jährigen alkoholisierten Kevin Spacey sexuell belästigt worden. Kurz darauf gaben acht weitere Männer an, von Spacey sexuell belästigt worden zu sein. Am 3. November kündigte Netflix die Zusammenarbeit mit Kevin Spacey auf, nachdem einige Kollegen der Serie House of Cards die Vorwürfe der sexuellen Belästigung bestätigt hatten. Zudem war publik geworden, dass Scotland Yard gegen Spacey in einem Fall von 2008 in London wegen des Vorwurfs der sexuellen Nötigung ermittelte. Von den Vorwürfen wurde er sowohl im Oktober 2022 in New York als auch im Juli 2023 in London in allen Punkten freigesprochen.
Auch Danny Masterson wurde von verschiedenen Frauen des Missbrauchs bzw. der Vergewaltigung beschuldigt. Masterson bestritt die Vorwürfe. Netflix kündigte im Dezember 2017 die Zusammenarbeit mit ihm für die Serie The Ranch auf. United Talent Agency beendete die Zusammenarbeit mit ihm. Ende Mai 2023 wurde er vor einem Geschworenengericht in Los Angeles schuldig gesprochen.
Am 9. November 2017 veröffentlichte die New York Times einen Bericht, demzufolge fünf Frauen Louis C.K. vorwarfen, sie im Laufe der Jahre sexuell belästigt zu haben. Die Premierenfeier zu C.K.s Film I love you, Daddy sowie mehrere Fernsehauftritte des Komikers wurden daraufhin abgesagt. Am 10. November 2017 räumte er gegenüber der Huffington Post in einer schriftlichen Stellungnahme ein, dass die Anschuldigungen gegen ihn den Tatsachen entsprächen, drückte sein Bedauern aus und kündigte an, sich bis auf Weiteres aus der Öffentlichkeit zurückzuziehen. Netflix und die Sender HBO und FX gaben zudem das Ende der Zusammenarbeit mit Louis C.K. bekannt.
John Lasseter musste nach Vorwürfen für zunächst sechs Monate seine Funktion als künstlerischer Leiter bei den Walt Disney Animation Studios und den Pixar Animation Studios ruhen lassen. Im Juni 2018 teilte der Disney-Konzern die Trennung von Lasseter mit. Er werde das Unternehmen zum Jahresende verlassen, bis dahin aber noch in beratender Funktion tätig sein.
Neben den Vorkommnissen in Hollywood entlockte das Hashtag #MeToo auch Diskussionen um sexuelle Belästigung und Missbrauch in der Musikindustrie, in den Wissenschaften und in der Politik.
In der Musikbranche benutzte die Band Veruca Salt das Hashtag, um Anschuldigungen wegen sexueller Belästigung gegenüber James Toback öffentlich zu machen; Alice Glass nutzte MeToo, um mehrere Vorwürfe von sexueller Gewalt und anderen Missbrauch durch das ehemalige Crystal-Castles-Mitglied Ethan Kath zu erheben. Am 12. November 2017 nahmen hunderte Männer, Frauen und Kinder an den Take Back the Workplace und MeToo Survivors Märschen teil, um gegen sexuellen Missbrauch zu protestieren.
Mehrere Politikerinnen, darunter die Senatorinnen Heidi Heitkamp, Mazie Hirono, Claire McCaskill und Elizabeth Warren, berichteten über ihre Erfahrungen mit sexuellem Missbrauch. Behörden in Kalifornien, Illinois, Oregon und Rhode Island haben auf die Anschuldigungen, die durch die Kampagne öffentlich wurden, geantwortet. Die Kongressabgeordnete Jackie Speier stellte eine Liste mit Möglichkeiten vor, wie Beschwerden wegen sexueller Belästigungen dem Capitol Hill leichter gemeldet werden können. Am 16. November 2017 verwies die New Yorker Senatorin Kirsten Gillibrand auf die Frage nach sexueller Belästigung durch Politiker wie Donald Trump, Bill Clinton, Al Franken und Roy Moore auf die MeToo-Bewegung.
Das Europäische Parlament berief im Zuge der MeToo-Bewegung eine Sitzung ein, nachdem Anschuldigungen gegenüber mehreren Mitgliedern des Parlaments und in den Büros der Europäischen Union in Brüssel bekannt geworden waren. Die EU-Kommissarin für Handel Cecilia Malmström nannte das Hashtag als Begründung für die Einberufung der Sitzung. Im Vereinigten Königreich startete das Cabinet Office Ermittlungen gegen Mark Garnier, der einer Sekretärin den Kauf von Sexspielzeug für seine Frau und seine Geliebte in Auftrag gegeben habe.
In Schweden nutzten mehrere Frauen das Hashtag, um den TV-Moderator Martin Timell zu konfrontieren, dessen Sendungen auf TV4 kurz darauf abgesetzt wurden, sowie gegen den Journalisten Fredrik Virtanen.
Roy Moore, ehemaliger Richter des Supreme Court of Alabama, verlor die Außerordentliche Wahl zum Senat der Vereinigten Staaten in Alabama 2017 am 12. Dezember 2017, nachdem Missbrauchsvorwürfe bekannt geworden waren. Am 9. November 2017 machte die Washington Post Anschuldigungen einer Frau öffentlich, die behauptet, 1979 als 14-Jährige vom damals 32-jährigen Moore zu sexuellen Handlungen veranlasst worden zu sein. Kurz vor den Senats-Nachwahlen bezeugten bereits neun Frauen Anwendung sexualisierter Gewalt durch Moore gegen sie.
Gegen den US-amerikanischen Pornodarsteller Ron Jeremy wurden seitens der Darstellerinnen Ginger Lynn, Jennifer Steele und Danica Dane Vorwürfe sexueller Gewalt, darunter Vergewaltigungen, erhoben. Auch zwei Anzeigen bei der Polizei von Frauen, welche nicht in der Pornoindustrie arbeiten bzw. arbeiteten, wurden erstattet. Die Organisatoren von Exxxotica schlossen Jeremy schließlich von ihren Veranstaltungen aus. Die Branchenorganisation Free Speech Coalition zog ihren „Positive Image Award“, den sie Jeremy 2009 verliehen hatte, zurück. Jeremy behauptet, dass alle sexuelle Handlungen einvernehmlich waren.
Al Franken, Komiker und Senator im Senat der Vereinigten Staaten, trat am 2. Januar 2018 von seinem Amt zurück, und der Gouverneur von Minnesota, Mark Dayton, ernannte die Vizegouverneurin Tina Smith zur Senatorin bis zu einer Sonderwahl im November 2018. Mehrere Frauen hatten von sexuellen Belästigungen wie Begrabschen durch Franken berichtet.
Im Januar 2018 wurden dem deutsche Regisseur Dieter Wedel, als erstem deutschen Prominenten im Zuge der #MeToo-Debatte, von Schauspielerinnen sowie ehemaligen Mitarbeitern gewalttätige und sexuelle Übergriffe in den 1990er-Jahren vorgeworfen, u. a. von Jany Tempel. Wedel selbst widersprach den Aussagen der Frauen und kündigte an, sich juristisch zur Wehr zu setzen. Dies führte zu Ermittlungen durch die Staatsanwaltschaft. Auch Esther Gemsch erhob später Vorwürfe gegen Wedel. Als er 2022 verstarb, wurde das Verfahren eingestellt. (Im Detail: Dieter Wedel #Vorwürfe sexueller Übergriffe)
Weitere Beschuldigte im deutschen Sprachraum sind Gebhard Henke, WDR-Programmbereichsleiter, der zum 14. Juni 2018 abberufen wurde, sowie der frühere Präsident der Münchner Musikhochschule, Siegfried Mauser.
In Österreich wurden im Zuge der öffentlichen Thematisierung Vorwürfe gegen Gustav Kuhn erhoben, aufgrund derer er seine Funktionen bei den Tiroler Festspielen Erl niederlegte. Der Chefredakteur der Wiener Zeitung, Reinhard Göweil, wurde am 20. Oktober 2017 aufgrund des Vorwurfs der sexuellen Belästigung entlassen. Nicola Werdenigg erhob im November 2017 Vorwürfe der weit verbreiteten sexualisierten Gewalt und des systematischen Machtmissbrauchs im Skisportbetrieb während ihrer aktiven Zeit durch „Trainer, Betreuer, Kollegen und Serviceleute“ gegen und gegenüber Frauen. In der Folge wurden mehrere Vorwürfe gegen Skiverantwortliche bekannt.
#ChurchToo ist ein Ableger von #MeToo, bei dem Frauen über sexuelle Übergriffe in Kirchengemeinden berichten, die bisher nicht genügend aufgearbeitet worden seien. Der Hashtag wurde 2017 von Emily Joy Allison initiiert.
Der durch die MeToo-Kampagne inspirierte Hashtag #KillTheKing drehte sich um sexuelle Belästigung und Sexismus in der Metal-Szene und entstand 2018. Auslöser war ein Vorfall beim Södra Teatern Festival in Schweden, bei dem der Frontmann der Metal-Band Destroyer 666 abfällig über Frauen äußerte, die seine Band kritisierten.
In Indien begann die MeToo-Debatte mit einer Fernsehsendung, in der die Schauspielerin Tanushree Dutta den Bollywood-Star Nana Patekar beschuldigte, sie an einem Filmset in unsittlicher Weise angefasst zu haben.
In Griechenland begann im Februar 2021 eine MeToo-Debatte. In Deutschland begann im Juni 2021 mit einem Vergewaltigungsvorwurf gegen den Rapper Samra unter #deutschrapmetoo eine Welle von Erfahrungsberichten über sexuellen Missbrauch im Deutschrap.

## Nachwirkungen
In Deutschland führte die Debatte zur Gründung der Themis-Vertrauensstelle gegen sexuelle Belästigung und Gewalt.
Nach einer Umfrage der Korean Confederation of Trade Unions hat sich in Südkorea die Arbeitsatmosphäre in Folge der MeToo-Bewegung verbessert. So habe das Management vieler Unternehmen aktives Interesse gezeigt, sexueller Belästigung vorzubeugen, und generell fühlten sich Frauen stärker gewürdigt. In den Medien gab es einige kontroverse Diskussionen über Vorwürfe der MeToo-Bewegung gegen bekannte Persönlichkeiten und Gerichtsprozesse. Als größter Fall gelten dabei die Anschuldigung gegen den ehemaligen Gouverneur der Provinz Chungcheongnam-do sowie früheren Präsidentschaftskandidaten An Hee-jung, der wegen Vergewaltigung einer Beraterin zu einer dreieinhalbjährigen Gefängnisstrafe verurteilt wurde.
Laut einer Studie von Leanne Atwater (University of Houston) aus dem Jahr 2019 gaben 20 bis 25 % der befragten Männer an, als Folge von #MeToo Situationen im Berufsleben zu vermeiden, in denen sie mit Frauen allein sind. Etwa die Hälfte der Männer fürchteten sich vor falschen Anschuldigungen, etwa ein Viertel gab an, deshalb lieber keine Frau einstellen zu wollen.
Im Jahre 2023 begann sich die Stimmung zu drehen. Der Prozess von Amber Heard gegen Johnny Depp stellte dabei den Wendepunkt in der US-amerikanischen Öffentlichkeit dar, als diese stärker mit Depp sympathisierte und in Frage stellte, ob es wirklich so viele Vorkommnisse sexueller Übergriffe gebe oder Frauen diese bloß erfinden. 2025 wurde auch zunehmend die Schuld von Weinstein in Frage gestellt, unter anderem durch den Podcaster Joe Rogan, nachdem er ursprünglich Weinsteins Fehlverhalten verurteilt hatte. Dies wird als ein weiteres Zeichen für den kulturellen Wandel bzw. Backlash gesehen.

## Kritik

### USA
Die MeToo-Bewegung wurde in den USA dafür kritisiert, dass sie die Verantwortung zur Veröffentlichung von sexuellem Missbrauch bei den mutmaßlichen Opfern ablade, was für diese traumatisierend sein könne. Manche äußerten, das Hashtag fördere eher Ermüdung und Empörung anstatt Kommunikation und Diskurs.
Die Bürger- und Menschenrechtsaktivistin Tarana Burke kritisierte die Bewegung, weil sie die Bemühungen afroamerikanischer Frauen zur Förderung eines Dialoges über sexuelle Gewalt ignoriere. Dennoch äußerte sie Respekt für diejenigen, die sich der Bewegung angeschlossen haben. Aus der Perspektive afroamerikanischer Frauen sollten sich Lösungen nicht darauf beschränken, die Täter bloß stärker zu kriminalisieren, da zu befürchten sei, dass dies die ohnehin überdimensionierte Strafjustiz weiter befördern werde, die in den USA vor allem Schwarze betrifft.
Weiterhin wurde kritisiert, dass im weiteren Verlauf der Kampagne vor allem weiße Frauen mit hohem Bekanntheitsgrad ihr „Schweigen brechen“ könnten, während sich schwarze und tendenziell ärmere Frauen aus der Unterschicht weniger Gehör verschaffen könnten, obwohl diese aufgrund ihrer sozioökonomischen Stellung besonders anfällig für sexuellen Missbrauch seien.
Ein weiterer Kritikpunkt richtete sich gegen den individualisierenden und atomisierenden Charakter der #MeToo-Debatte. Durch den Diskurs sei vor allem der persönliche und individuelle Widerstand gegen sexuellen Missbrauch hervorgehoben worden. Dies berge die Gefahr, sozioökonomische und kulturelle Strukturen zu ignorieren. #MeToo wurde von einigen Linken daher auch als Teil eines „weißen, neoliberalen Feminismus“ gesehen. Andererseits wurde betont, dass die #MeToo-Kampagne durchaus das Potential habe, einen Diskurs um Sexismus und weitere Formen struktureller Diskriminierungen anzustoßen.

#### Pence-Effekt
Ende 2018 veranschaulichte eine Befragung männlicher Führungskräfte der Wall Street einen für Frauen nachteiligen Effekt der MeToo-Bewegung. Die befragten Führungskräfte bezeichneten diesen als „Pence-Effekt“, benannt nach US-Vizepräsident Mike Pence. Dieser hatte gesagt, er vermeide es inzwischen, allein mit einer anderen Frau als seiner Ehefrau zu speisen. Viele der befragten Männer gaben an, dass sie wie Pence dächten, und beschrieben, wie unbehaglich sie sich fühlten, mit weiblichen, insbesondere jungen oder attraktiven, Kolleginnen alleine zu sein, aus Angst vor Gerüchten oder einer potenziellen Haftung. Eine Konsequenz der MeToo-Bewegung sei daher der Verlust männlicher Mentoren für Frauen, die diesen hätten helfen können, die Karriereleiter zu erklimmen.

### Europa
In der Talkshow Maischberger sagte Sophia Thomalla: „Ich finde, dass die Kampagne eine Beleidigung für die wahren Vergewaltigungsopfer ist.“ Die ARD-Journalistin Astrid Frohloff äußerte in der gleichen Sendung, eine Vermengung von Missbrauch, Vergewaltigung und Anmache durch #MeToo sei gefährlich.
Weiter gingen rund 100 Intellektuelle, Künstlerinnen und Journalistinnen, wie Catherine Deneuve oder Ingrid Caven, die einen offenen Brief unterzeichneten, den Sarah Chiche, Catherine Millet, Catherine Robbe-Grillet, Peggy Sastre und Abnousse Shalmani verfasst hatten und den die französische Tageszeitung Le Monde am 9. Januar 2018 veröffentlichte. In diesem warnten sie vor dem „Klima einer totalitären Gesellschaft“. Die ersten Sätze lauten: „Die Vergewaltigung ist ein Verbrechen. Aber die Anmache oder das Anbaggern (i.O. la drague), das insistiert oder ungeschickt ist, ist kein Delikt, wie auch die Galanterie keine machistische Aggression ist.“
#MeToo habe eine „Kampagne der Denunziation und öffentlicher Anschuldigungen“ ausgelöst – die Beschuldigten seien auf eine Stufe mit sexuellen Aggressoren gestellt worden, ohne antworten oder sich verteidigen zu können. Als Folge konstatierten sie eine „Säuberungswelle“, von der insbesondere Kunst und Kultur betroffen sei, was letztlich zu einer unfreien Gesellschaft führen könne. Sie befördere zudem einen Puritanismus und spiele so den Gegnern der Emanzipation in die Hände. Zwar sei es legitim, die Formen sexueller Gewalt gegenüber Frauen zu vergegenwärtigen. Eine beharrliche oder ungeschickte Anmache sei jedoch kein Vergehen – schließlich gäbe es keine sexuelle Freiheit ohne eine „Freiheit, jemandem lästig zu werden“.
Svenja Flaßpöhler fand die MeToo-Bewegung im Januar 2018 zwar gut gemeint, aber sie verdamme die Frauen zu einer passiven Rolle. Noch weiter gehen David Schneider und Thomas Maul in einem Essay in der Zeitschrift Bahamas von März 2018, der die MeToo-Kritikerinnen dafür kritisiert, der ihrer Auffassung nach letztlich antifeministischen „Opferschutzkampagne“ überhaupt einen ursprünglich „rationalen bzw. feministischen Kern“ zu unterstellen, während diese „von Anfang an ein hemmungsloser Angriff auf das zivilisierte Zusammenleben in den westlichen Gesellschaften“ sei.

## Rezeption
Die Time hat 2017 „The Silence Breakers“ als Person of the Year ausgewählt, und damit all die Frauen und Männer, die in der #MeToo-Bewegung ihr Schweigen gebrochen haben, mitgewürdigt.
Die Bundeskanzlerin der Bundesrepublik Deutschland Angela Merkel  begrüßte die Entscheidung.
In der deutschsprachigen Schweiz wurde #metoo aufgrund der beispiellos schnellen und weiten Verbreitung des Begriffs dort zum Wort des Jahres 2017 gekürt.
In Anspielung an das Wort benannte sich die 2019 in Japan gestartete KuToo-Kampagne gegen sexistische Firmen-Kleiderordnungen, die Frauen High Heels vorschreiben.

In München gab eine Bronzefigur, die Shakespeares Julia zeigt, Anlass, ein Plakat mit dem Schriftzug „#MeToo“ aufzustellen, da ihre rechte Brust vom häufigen Anfassen blank poliert worden war. Daraufhin wurde das Augmented-Reality-Kunstwerk #JulietToo von der Digitalkünstlerin Tamiko Thiel im Rahmen des Festivals der Zukunft in München feierlich enthüllt.

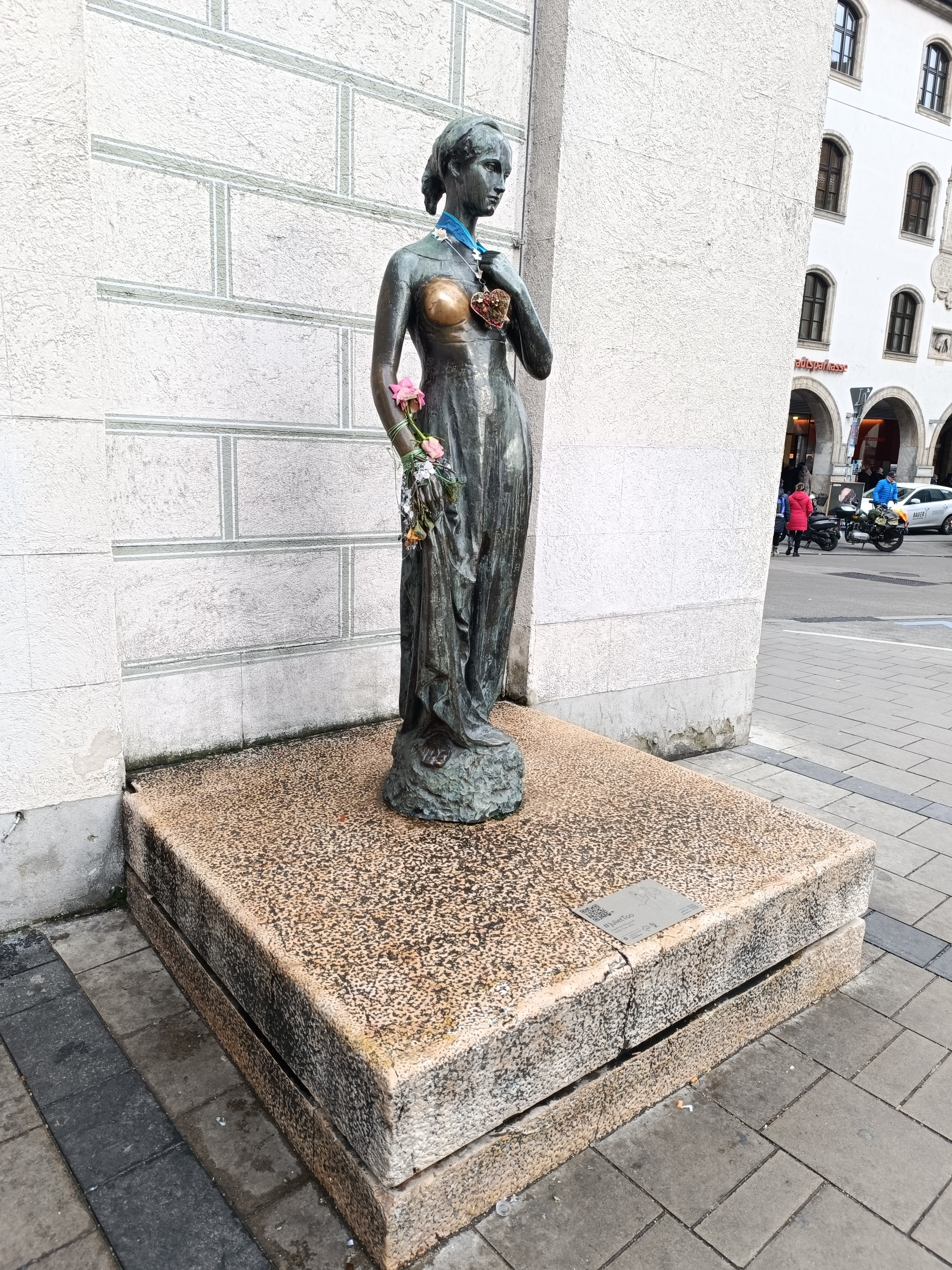
Die bezaubernde Julia ist eine Replika der originalen Statue von Nereo Costantini (1905–1969) und ein Geschenk von Münchens Partnerstadt Verona

## Filme
- 1988: Gewagtes Spiel – Business as usual (Business as Usual), Großbritannien, Regie: Lezli-An Barrett, mit Glenda Jackson, John Thaw, Cathy Tyson[123]
- 1996: Bedrohliche Leidenschaft (Hostile Advances: The Kerry Ellison Story), USA, Regie: Allan Kroeker, mit Rena Sofer, Victor Garber, Karen Allen[124]
- 1999: Strange Justice, USA, Regie: Ernest R. Dickerson, mit Delroy Lindo, Regina Taylor, Mandy Patinkin[125]
- 2002: Die Hoffnung stirbt zuletzt, Deutschland, Regie: Marc Rothemund, mit Anneke Kim Sarnau, Axel Prahl, Wotan Wilke Möhring, Barbara Philipp
- 2003: Dogville, Dänemark / Frankreich / Schweden / Norwegen / Deutschland / Niederlande, Regie: Lars von Trier, mit Nicole Kidman, Paul Bettany, Harriet Andersson, Lauren Bacall
- 2005: Kaltes Land (North Country), USA, Regie: Niki Caro, mit Charlize Theron, Amber Heard, Jeremy Renner
- 2010: Kairo 678 (678), Ägypten, Regie: Mohamed Diab, mit Bushra, Nelly Karim, Nahed El Sebai
- 2013: Norigae, Südkorea, Regie: Choi Seung-ho, mit Min Ji-hyun, Ma Dong-seok
- 2018: Alles ist gut, Deutschland, Regie: Eva Trobisch, mit Aenne Schwarz, Andreas Döhler, Hans Löw, Tilo Nest, Lisa Hagmeister
- 2018: Manners – Ich hab doch niemals Ja gesagt (Mannasiðir), Island, Regie: María Reyndal, mit Ebba Katrín Finnsdóttir, Eysteinn Sigurðarsson, Álfrún Laufeyjar-Sigurðardóttir, Sólveig Guðmundsdóttir[126]
- 2018: Sex, Trump & Fox News – Aufstieg und Fall des Roger Ailes (Divide and Conquer: The Story of Roger Ailes, Dokumentarfilm) USA, Regie: Alexis Bloom, über Roger Ailes[127]
- 2019: The Assistant, USA, Regie: Kitty Green, mit Julia Garner, Kristine Frøseth, Matthew Macfadyen
- 2019: Bombshell – Das Ende des Schweigens (Bombshell), Regie: Jay Roach, mit Nicole Kidman, Charlize Theron, John Lithgow
- 2019: Gottes missbrauchte Dienerinnen (Religieuses abusées, l’autre scandale de l’Église, Dokumentarfilm) Frankreich, Regie: Marie-Pierre Raimbault, Éric Quintin
- 2019: Nina Wu (灼人秘密), Taiwan, Regie: Midi Z, mit Wu Ke-Xi[128]
- 2019: Unantastbar – Der Fall Harvey Weinstein (Untouchable, Dokumentarfilm), Großbritannien, Regie: Ursula Macfarlane, über Harvey Weinstein[129]
- 2019: Wahrheit oder Lüge, Deutschland, Regie: Lars Becker, mit Natalia Wörner, Franziska Hartmann, Fritz Karl, Felix Klare[130]
- 2020: Slalom, Frankreich, Regie: Charlène Favier, mit Noée Abita, Jérémie Renier, Marie Denarnaud
- 2021: Menschliche Dinge (Les choses humaines), Frankreich, Regie: Yvan Attal, mit Ben Attal, Suzanne Jouannet, Charlotte Gainsbourg, Pierre Arditi
- 2021: Die Unschuldsvermutung, Deutschland, Regie: Michael Sturminger, mit Ulrich Tukur, Laura de Boer, Catrin Striebeck
- 2022: She Said, USA, Regie: Maria Schrader, mit Carey Mulligan, Zoe Kazan, Patricia Clarkson
- 2022: So laut du kannst, Deutschland, Regie: Esther Bialas, mit Friederike Becht, Nina Gummich, Ulrich Brandhoff, Jan Krauter
- 2023: Nichts, was uns passiert, Deutschland, Regie: Julia C. Kaiser, mit Emma Drogunova, Gustav Schmidt, Shari Asha Crosson[131]
- 2023: Das war nicht mehr ich (La fille qu’on appelle), Frankreich, Regie: Charlène Favier, mit Alba Gaïa Bellugi, Pascal Greggory, Jean-Pierre Martins[132]